# Veselin Matić

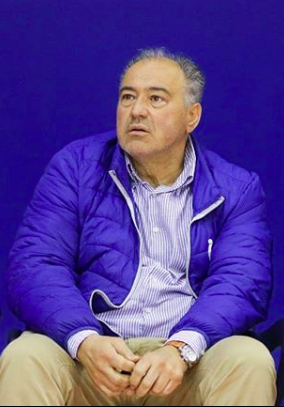
Veselin Matić im Jahr 2019

Veselin Matić (* 21. Juli 1960 in Belgrad) ist ein serbischer Basketballtrainer.

## Werdegang
Als Spieler lief Matić für die Jugend von Roter Stern Belgrad, später für den Belgrader Verein KK Tašmajdan auf. 1984 schloss er ein Studium der Leibeserziehung und des Trainerwesens ab. Er war ab 1984 im Nachwuchsbereich von Roter Stern Belgrad als Trainer tätig, von 1989 bis 1990 betreute er die Herrenmannschaft von OKK Belgrad, in den Jahren 1989 und 1990 stand er in Diensten des jugoslawischen Verbands und betreute die Kadettennationalmannschaft.
Es folgte ein erster Gang ins Ausland: Der „Toza“ genannte Matić arbeitete von 1990 bis 1993 als Trainer für den Post-SV Karlsruhe in der 2. Basketball-Bundesliga in Deutschland. Hernach ging er nach Belgrad zurück, war 1993/94 Assistenztrainer bei Roter Stern und gewann mit der Mannschaft die jugoslawische Meisterschaft. Von 1994 bis 1996 hatte er das Amt des Co-Trainers bei Partizan Belgrad inne, in beiden Spieljahren errang Matić mit Partizan den Meistertitel. Nach einer weiteren Amtszeit als Junioren-Nationaltrainer Jugoslawiens, in der er die U16 des Landes 1997 zum Gewinn der Europameisterschaft dieser Altersklasse führte, wurde er im Vorfeld der Saison 1997/98 vom USC Freiburg als Trainer verpflichtet. Die Freiburger hatten gerade den Aufstieg in die deutsche Basketball-Bundesliga geschafft, sich nach dem Erfolg aber von Trainer Petar Jurić getrennt. Matić kam mit dem USC in der Saison 1997/98 auf eine Bilanz von lediglich 2:46 Punkten, damit endete die Zusammenarbeit.
Ihn zog es nach Polen, dort war er ab 1998 Trainer von Polonia Warschau. Er blieb bis 2000 im Amt. Matić war in der Folge in Köln tätig, trainierte die Cologne 99ers (später RheinEnergie Köln) in der Regionalliga. Nach der Erlangung der Teilnahmeberechtigung für die Basketball-Bundesliga 2001 und der Verpflichtung von Svetislav Pešić als neuem Kölner Cheftrainer rückte Matić ins Amt des Assistenztrainers. Er war gleichzeitig auch Assistent von Pešić bei der jugoslawischen Nationalmannschaft während der Europameisterschaft 2001 und der Weltmeisterschaft 2002, die beide mit dem Gewinn der Goldmedaille abgeschlossen wurden. Nach Pešićs Weggang aus Köln blieb Matić bei den Rheinländern und arbeitete unter Stephan Baeck. Als Baeck im November 2003 entlassen wurde, übernahm Matić gemeinsam mit Philipp Köchling übergangsweise die Mannschaftsleitung.
Im April 2005 wurde er als Cheftrainer der polnischen Nationalmannschaft vorgestellt und übte diese Tätigkeit ein Jahr lang aus. 2006 trat Matić beim BC Kalev in Estland das Traineramt an. In seinen beiden Jahren in Estland gewann er mit Kalev jeweils den Pokalwettbewerb. Er betreute Kalev ebenfalls im europäischen Vereinswettbewerb ULEB-Cup. In der Saison 2008/09 arbeitete Matić als Trainer der Mannschaft Sagesse im Libanon, anschließend übernahm er die Leitung der iranischen Nationalmannschaft. Unter Matić als Trainer wurde der Iran 2009 Asienmeister und erreichte damit gleichzeitig das Teilnahmerecht an der Weltmeisterschaft 2010. Das war dem Iran zuvor noch nie gelungen. 2010 gewann man Bronze bei den Asienspielen. Nach einem fünften Platz bei der Asienmeisterschaft 2011 wurde Matić als iranischer Nationaltrainer entlassen.
2015 und 2016 arbeitete er als Nationaltrainer im Libanon. 2017 und 2018 war er Trainer der syrischen Nationalmannschaft, die er in der Weltmeisterschaftsqualifikation überraschend in die zweite Ausscheidungsrunde führte. Im März 2019 trat er das Amt des Nationaltrainers Indiens an.

## Familie
Sein Sohn Andrija Matić schlug wie sein Vater eine Laufbahn im Leistungsbasketball ein.